# Тухолски гори (национален парк)
Националният парк „Тухолски гори“ (на полски: Park Narodowy „Bory Tucholskie“) е един от 23-те национални парка в Полша. Разположен е в северната част на страната, в границите на Поморско войводство. Обхваща малък дял (1,9 %) от Тухолските гори, един от най-големите борови горски комплекси в страната. Администрацията му се намира в село Хажикови.
Създаден е на 4 май 1996 година, с наредба на Министерския съвет. Първоначално обхваща площ от 4 789,34 хектара. Около нея е създадена и буферна зона с площ 10 292,24 хектара. През 1999 година територията му е увеличена до 4 798,23 хектара, а буферната зона става 12 980,52 хектара. В парка преобладават горските площи (85,3 %), също така има и 21 езера.

## Фотогалерия
- Противопожарна ивица в парка
- Пясъчна дюна
- „Ручей на Седемте езера“
- Дъб „Бартуш“, на възраст ок. 600 години
- Езеро „Ка̀че О̀ко“
- Езеро „Ма̀ле Га̀цно“
- Езеро „Островѝте“, най-големия воден басейн в парка
- Езеро „Плѐнсно“